# KPN
KPN (cujo nome completo é Koninklijke KPN N.V., ou Royal KPN N.V.) é uma empresa holandesa de telecomunicações fixas e móveis, que opera nas redes 2G, 3G e 4G. A KPN começou como uma empresa pública de telecomunicações e a sua sede é em Roterdão.

## História
A agora conhecida como KPN foi primeiro fundada em 1725, como um serviço postal designado Statenpost. Em 1799, os serviços postais holandeses foram reestruturados, tornando-se num sistema único a nível nacional e, em 1807, este foi colocado sob a tutela do Ministério das Finanças. Em 1893, os serviços postais, telégrafo e telefone foram alvo de uma fusão, formando o Staatsbedrijf der Posterijen, Telegrafie en Telefonie, abreviado para PTT, sob tutela do Ministério para os Assuntos Económicos.
A 1 de Janeiro de 1989, a PTT tornou-se uma empresa independente, tornando-se a Koninklijke PTT Nederland, abreviado para KPN ou PTT Nederland. No entanto, o estado manteve o controlo accionista.
A partir de 1994, o governo holandês começou a privatizar a empresa de forma progressiva, sendo a KPN cotada na Bolsa de Amsterdão. Em 2005, a posição estatal foi reduzida para 6.4% e o processo foi finalmente concluído em 2006, com o estado a abdicar da sua golden share.
Em Agosto de 2013, a América Móvil fez uma oferta pública para aquisição de 70% da empresa por 7.2 mil milhões de Euros - à data, a América Móvil detinha perto de 30%. Eventualmente, o plano caiu por terra quando a Stichting Preferente Aandelen B KPN, uma fundação criada para defender os interesses da KPN, e todos os stakeholders (incluindo accionistas, trabalhadores e sociedade holandesa em geral) exerceu o direito de assumir o controlo de metade da KPN, de forma a proteger a empresa contra a oferta hostil. Esta situação foi normalizada em 2014, com o cancelamento das acções preferenciais, mas o mecanismo mantém-se em vigor, permitindo reagir a outras ofertas hostis.

## Accionistas
Em 2018, os principais accionistas são:
- América Móvil 16.08%
- Franklin Mutual Series Funds 4.99%
- BlackRock 3.83%
- Norges Bank 2.91%

1. 1 2 3 4 5  «Integrated Annual Report 2017» (PDF). KPN. Consultado em 25 de janeiro de 2019
2. ↑  «TPG N.V. History». Funding Universe. Consultado em 27 de setembro de 2019. Cópia arquivada em 23 de fevereiro de 2017
3. 1 2  «Onze Geschiedenis». KPN (em neerlandês). Consultado em 27 de setembro de 2019. Cópia arquivada em 31 de maio de 2019
4. ↑  «KPN: een bedrijf met meer dan 150 jaar geschiedenis»
5. ↑  https://www.volkskrant.nl/economie/stichting-beschermt-kpn-tegen-america-movil~bd41f85b/ Em falta ou vazio |título= (ajuda)
6. ↑  https://www.businessinsider.nl/kpn-trekt-preferente-aandelen-b-in-423014/ Em falta ou vazio |título= (ajuda)
7. ↑  «KPN KON Company Profile». Euronext. 14 de setembro de 2018. Consultado em 25 de janeiro de 2019